# يوكو ناكازاوا
يوكو ناكازاوا (باليابانية: 中澤裕子) هي مغنية وممثلة يابانية، ولدت في 19 يونيو 1973 بكيوتو في اليابان.

## وصلات خارجية
- يوكو ناكازاوا على موقع IMDb (الإنجليزية)
- يوكو ناكازاوا على موقع ميوزك برينز (الإنجليزية)
- يوكو ناكازاوا على موقع ديسكوغز (الإنجليزية)
- يوكو ناكازاوا على موقع قاعدة بيانات الفيلم (الإنجليزية)